# 팜빌
《팜빌》(FarmVille)은 2009년에 징가가 개발한 농업 시뮬레이션 소셜 네트워크 게임이다. 《해피 팜》, 《팜 타운》, 또 《목장 이야기》 시리즈와 같은 비디오 게임과 비슷하다. 게임플레이는 기경, 파종, 생장, 곡물 가꾸기, 나무 가꾸기, 가축 기르기와 같이 농장 경영의 여러 부분들을 동반한다.
차기적 팜빌 2는 2012년 9월에 출시되었다.

## 팜빌 2
2012년 6월 26일, 《팜빌 2》(FarmVille 2)가 모습을 드러냈으며, 최종적으로 2012년 9월에 출시되었다.

## 팜빌 2: 컨츄리 이스케이프
모바일 기기(iOS, 안드로이드, 윈도우 폰, 윈도우)용 《팜빌 2: 컨츄리 이스케이프》(FarmVille 2: Country Escape)는 2014년 4월 10일 출시되었으며, 뉴욕 타임즈로부터 긍정적인 리뷰를 받았다. 팜빌 시리즈의 다른 게임들과 달리 《팜빌 2: 컨츄리 이스케이프》는 오프라인에서 즐길 수 있다.